# Walter Hooper
Walter McGehee Hooper (Reidsville, 27 marzo 1931 – 7 dicembre 2020) è stato uno scrittore e religioso statunitense, segretario ed erede letterario di C. S. Lewis.

## Biografia
Hooper ottenne un M.A. (Master of Arts) in scienze dell'educazione e fu lettore di inglese presso l'Università del Kentucky agli inizi degli anni 1960. Durante un suo soggiorno in Inghilterra fu, per qualche tempo, segretario privato di Lewis (lo scrittore delle Cronache di Narnia). Dopo la morte di Lewis nel novembre del 1963, Hooper si dedicò alla memoria di C.S. Lewis e si ritirò ad Oxford, in Inghilterra.
Hooper fu ordinato ministro anglicano, lavorando come sacerdote supplente ad Oxford. Nel 1988 si convertì al cattolicesimo .
Morì nel dicembre 2020 all'età di 89 anni, vittima del COVID-19.

## Opere principali
- C.S. Lewis: A Biography (co-autor con Roger Lancelyn Green) (1974)
- Past Watchful Dragons: The Narnian Chronicles of C.S. Lewis (1979)
- Through Joy and Beyond (1982)
- War in Deep Heaven: The Space Trilogy of C.S. Lewis (1987)
- C.S. Lewis: A Companion and Guide (1996)
- C.S. Lewis: A Complete Guide to His Life and Works (1998)

Inoltre, Hooper ha corretto e scritto introduzioni per quasi 30 libri di manoscritti e studi di Lewis, con molti inediti e curiosità.
Questa una piccola lista di lavori editi da Hooper:
- All My Road Before Me: The Diary of C.S. Lewis, 1922-27. San Diego: Harcourt, 1991.
- Boxen: The Imaginary World of the Young C.S. Lewis. New York: Harcourt, 1985.
- Christian Reflections. Grand Rapids: Eerdmans, 1967.
- C.S. Lewis: Collected Letters, Volume 1: Family Letters (1905-1931). London: HarperCollins, 2000.
- C.S. Lewis: Collected Letters, Volume 2: Books, Broadcasts and War (1931-1949). London: HarperCollins, 2004.
- C.S. Lewis: Collected Letters, Volume 3: Narnia, Cambridge and Joy (1950-1963). London: HarperCollins, 2006.
- C.S. Lewis: Readings for Meditation and Reflection. San Francisco: Harper, 1992.
- God in the Dock: Essays on Theology and Ethics. Grand Rapids: Eerdmans, 1970.
- Narrative Poems. Edited with preface by Walter Hooper. New York: Harcourt Brace Jovanovich, 1969.
- Of Other Worlds: Essays and Stories. Edited with preface by Walter Hooper. New York: Harcourt, Brace & World, 1966.
- On Stories, and Other Essays on Literature.
- Edited with preface by Walter Hooper. New York: Harcourt Brace Jovanovich, 1982.
- Poems. New York: Harcourt Brace Jovanovich, 1964.
- Present Concerns. San Diego: Harcourt Brace Jovanovich, 1986.
- Selected Literary Essays. London: Cambridge University Press, 1969.
- Spirits in Bondage: A Cycle of Lyrics. Edited with a preface by Walter Hooper. New York: Harcourt Brace Jovanovich, 1984.
- Studies in Medieval and Renaissance Literature. Collected by Walter Hooper. New York: Harcourt, Brace & World, 1066.
- The Business of Heaven: Daily Readings from C.S. Lewis. San Diego: Harcourt, 1984.
- The Collected Poems of C.S. Lewis. London: Fount, 1994.
- The Dark Tower & Other Stories. New York: Harcourt Brace Jovanovich, 1977.
- The Weight of Glory and Other Addresses (revised and expanded).
- Edited with introduction by Walter Hooper. New York: Macmillan, 1980.
- They Stand Together: The Letters of C.S. Lewis to Arthur Greeves (1914-1963). New York: Macmillan, 1979.
- Letters of C.S. Lewis. Edited with a memoir by W.H. Lewis. Revised and enlarged by Walter Hooper.
- New York: Harcourt Brace, 1988